# سارا خستروم
سارا خستروم (به سوئدی: Sarah Sjöström)زادهٔ ۱۷ اوت ۱۹۹۳ شناگر اهل کشور سوئد است.
او دارندهٔ ۴ رکورد جهانی در شنای بانوان است. وی دارنده رکورد شنای پروانه ۵۰ متر و ۱۰۰ متر در استخر دراز ۵۰ متری و شنای آزاد ۲۰۰ متر و پروانه ۱۰۰ متر در استخر کوتاه ۲۵ متری است. وی همچنین در المپیک تابستانی ریو (۲۰۱۶) در رشته‌های مختلف از جمله کرال سینهٔ ۵۰ متر، کرال پشت ۱۰۰ متر و … شرکت کرد و یک مدال طلا در شنای پروانه ۱۰۰ متر، یک مدال نقره در شنای آزاد ۲۰۰ متر و یک مدال برنز در شنای آزاد ۱۰۰ متر کسب کرد.
در بهمن ۱۳۹۵ وی به همراه یکی دیگر از ورزشکاران سوئدی که طلای المپیک دریافته کرده بود به کاخ پادشاهی سوئد رفته و نشان طلا از پادشاه گرفتند.
سارا خستروم در حال حاضر فعال بوده و در رقابت‌های بین‌المللی شنا به نمایندگی از سوئد رقابت می‌کند و خود را برای المپیک توکیو ۲۰۲۰ آماده می‌نماید. سارا شوستروم با شرکت لباس شنا مسابقه آرِنا (Arena) قرارداد دارد.